# Chaetopteryx abchazica
Chaetopteryx abchazica är en nattsländeart som först beskrevs av Martynov 1916.  Chaetopteryx abchazica ingår i släktet Chaetopteryx och familjen husmasknattsländor. Inga underarter finns listade i Catalogue of Life.